# M107 (obus)
Pour les articles homonymes, voir M107.

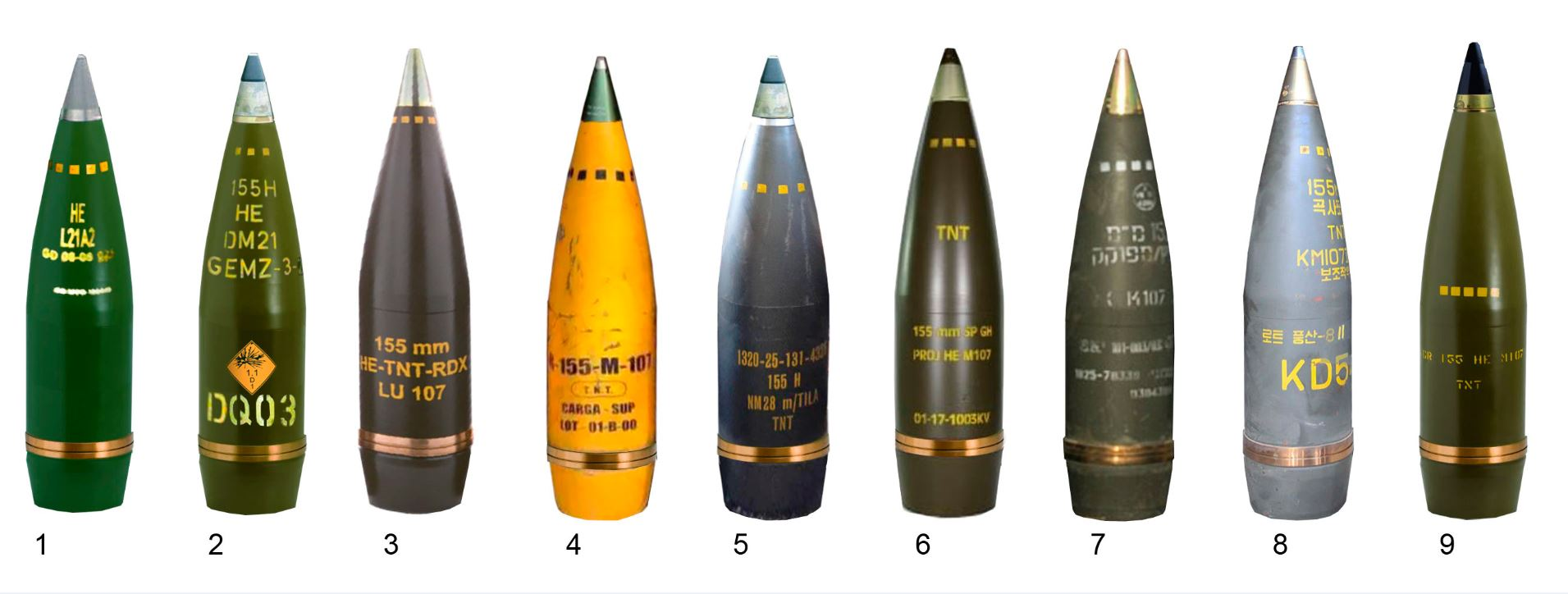
M107 de différents fabricants.

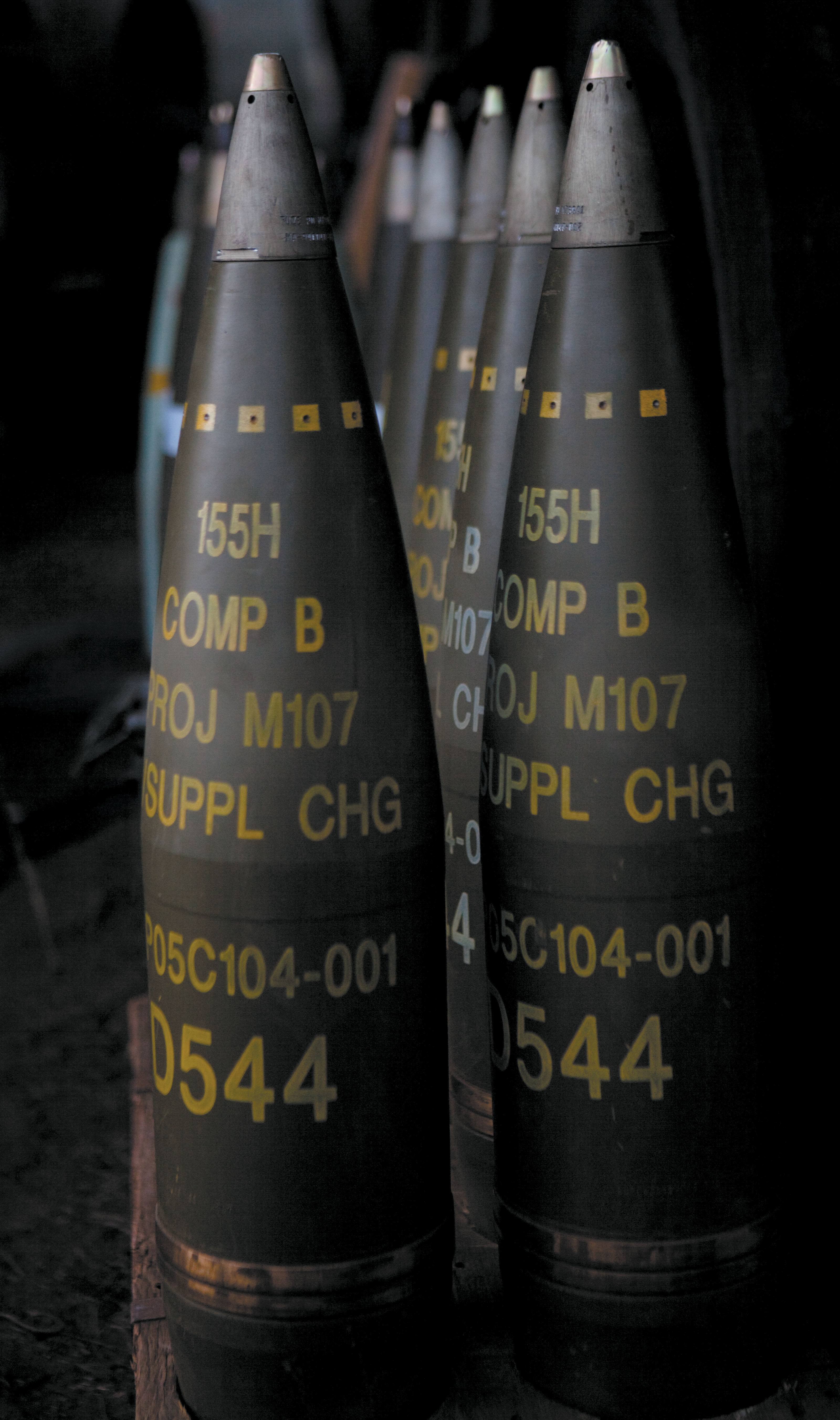
Obus M107. Tous ont des fusées détonantes installées (pointe).

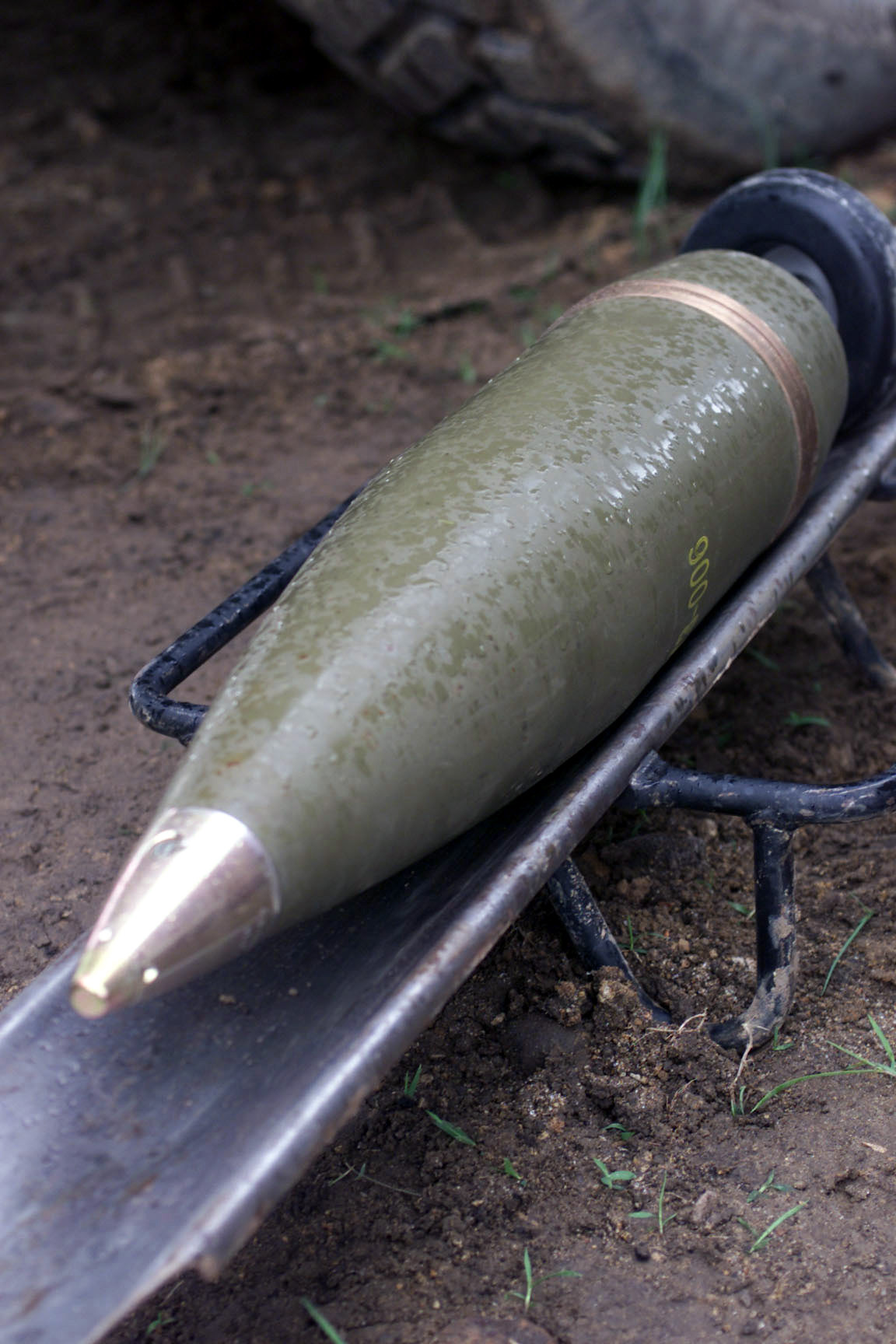
Un M107 155 mm high explosive projectile avec une fusée détonante M739A1

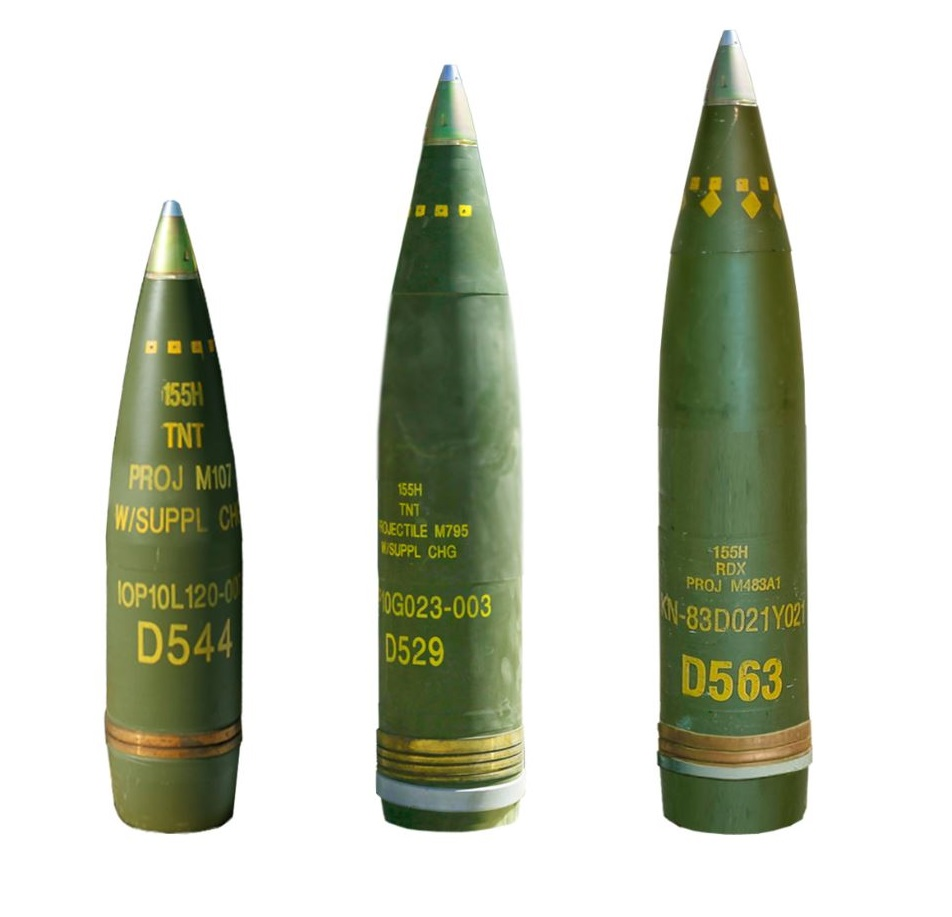
Comparaison du M107, M795 et M483A1

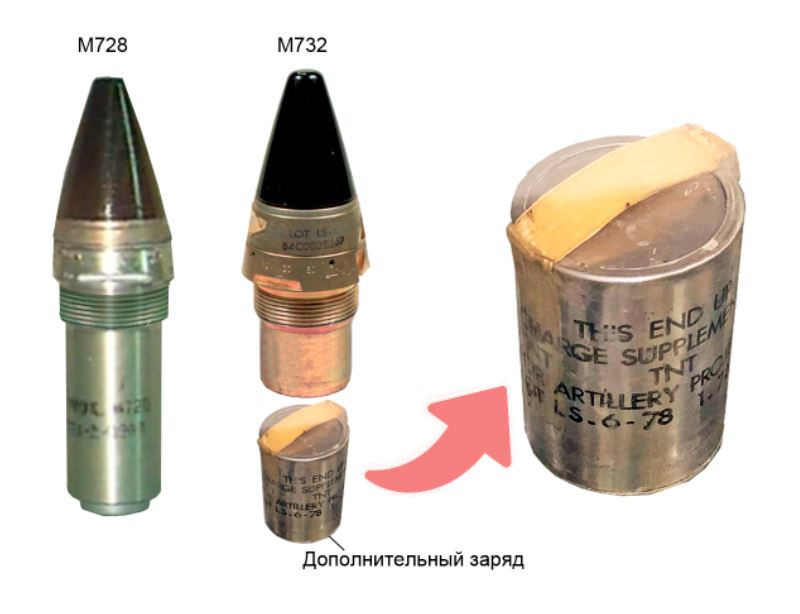
Fusée détonante

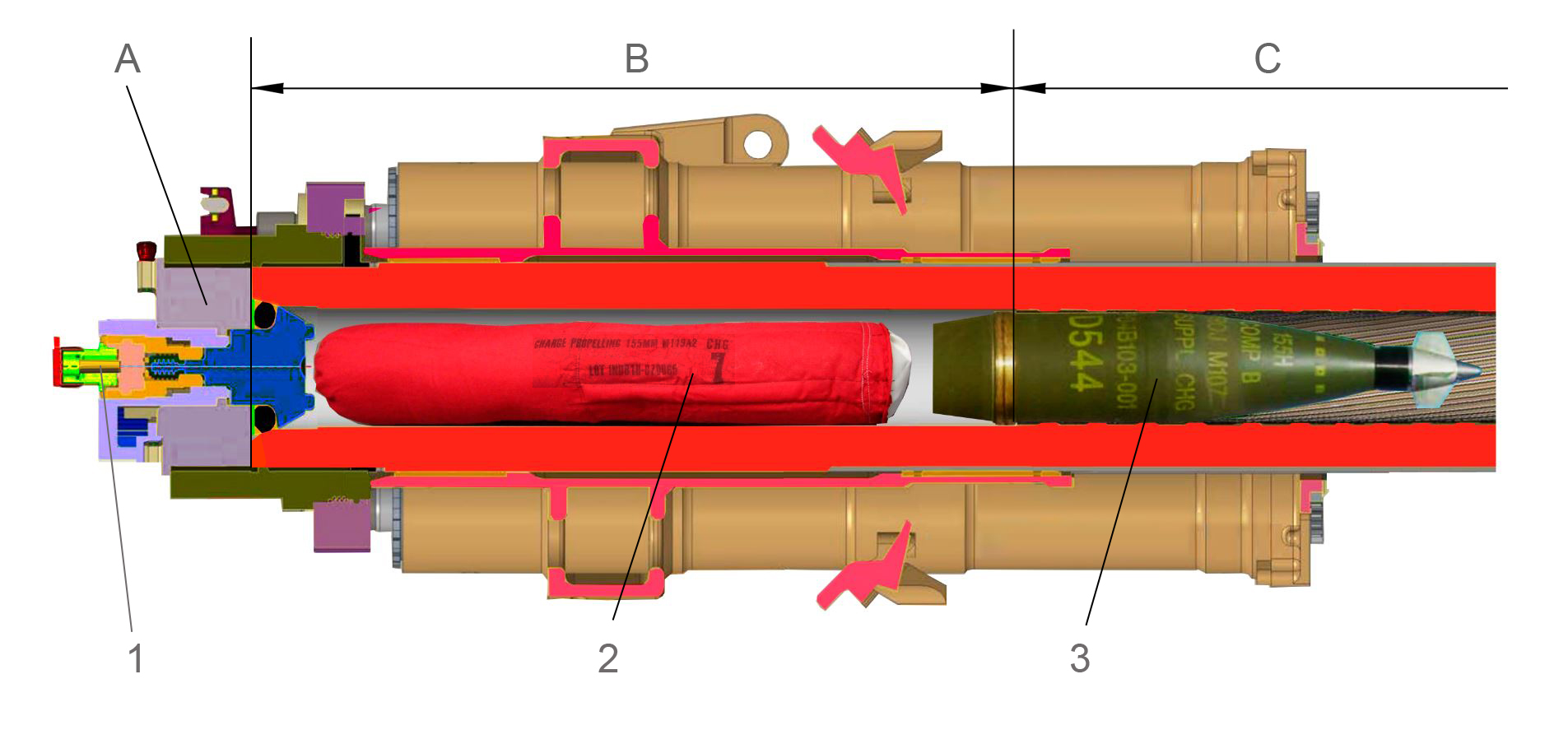

Le 155 mm M107 est l'obus explosif standard de l'artillerie de l'Armée de terre des États-Unis. Il utilise les effets de l'onde de choc et de la fragmentation pour détruire les cibles.

## Développement
Le M107 est un développement du M102 155 mm, qui a été conçu dans les années 1930 à partir de l'obus Français pour l'obusier Schneider 155/13, modèle 1917. La principale différence entre le M102 et le M107 est que le deuxième a une bande de rotation plus large. Le projectile a été modifié en 1944 pour accueillir une fusée de proximité.

## Description
Le corps principal est constitué d'une ogive en acier contenant du TNT ou divers mélanges de RDX peints en vert olive avec des marques jaunes. La fusée est vissée dans la pointe du cône de nez. Un anneau métallique peut être vissé à l'embout afin de faciliter le transport ; celui-ci est remplacé par la fusée avant le tir. Le projectile complet pèse 43,2 kg, mesure 800 mm de long et contient 15,8 % de sa masse en explosif. Les munitions sont en deux parties, ce qui signifie que l'obus M107 et la charge propulsive sont transportés séparément et doivent être réunis avant le tir. La détonation produit environ 1950 fragments. 
Le M107 a été approuvé pour une utilisation en 1958 et livré à l'armée en 1959. Il est prévu d'être remplacé par le M795, dont la production a commencé en 1999. L'obusier M114 peut tirer un M107 jusqu'à 14,5 km en utilisant la charge propulsive M4A2 White Bag. Les obus M107 largement modifiés et avec d'autres aérodynamiques peuvent parcourir environ 32 km. Malgré ses performances relativement médiocres (selon Jane's : pas un très bon rapport charge/masse, une forme aérodynamique peu sophistiquée et une fragmentation erratique) par rapport à des obus plus modernes, il est toujours en service dans de nombreux pays, en particulier à l'entraînement, en raison de à son faible coût et sa grande disponibilité.
Son évolution est le M795 de 1998.

## Comparaison
| Spécifications par rapport à son successeur le M795 | Spécifications par rapport à son successeur le M795 | Spécifications par rapport à son successeur le M795 |
| Données                                             | M107                                                | M795                                                |
| --------------------------------------------------- | --------------------------------------------------- | --------------------------------------------------- |
| Masse                                               | 43,2 kg                                             | 47 kg                                               |
| Plage                                               | 14,6 km, 18,1 km, 24 km                             | 22,5, 28,7—37 km                                    |
| Contenu explosif                                    | 6,86 kg TNT                                         | 10,8 kg TNT/OU IMX-101                              |
| Longueur (mm)                                       | 800 mm                                              | 838 mm                                              |
| Diamètre du corps                                   | 154,71 mm                                           | 154,89 mm                                           |

## Caractéristiques
- Portée maximale :
  - Tiré du canon M1/M1A1 dans des obusiers remorqués M114/M114A1 avec Charge 7
  - Tiré à partir d'un canon M126/M126A1 dans des obusiers automoteurs M109 avec Charge 7
    - 14 600 m

  - Tiré d'un canon M185 dans des obusiers M109A1 - M109A4 avec Charge 8
  - Tiré du canon M119 dans des obusiers remorqués M198 avec Charge 8
    - 18 100 m

  - Tiré d'un canon M284 dans des obusiers M109A5 et M109A6 avec Charge 8S
    - 24 000 m
- Masse au tir : 43,2 kg (95 lb)
- Contenu explosif : TNT 6,86 kilogrammes (15,1 livres)
- Longueur (sans fusée) : 605,3 mm
- Diamètre du corps : 154,71 mm
- Diamètre de la courroie d'entraînement : 157,98 mm[2]
- Fusées détonantes (avec supplément) :
  - DP M51A5, famille M728, M557, M572, M739, M564, M577, M582, M732
- Fusibles (sans supplément) :
  - M728
- Fabricant : American Ordnance LLC et Scranton Army Ammunition Plant[3]

## Opérateurs
- États-Unis
- Espagne
- Suisse sous le nom de 15,5 cm Haubitzen Stahlgranate 66 (15,5 cm Hb St G 66)